# Grant Smith
Grant Smith, född den 20 april 1971 i Canberra, Australien, är en australisk landhockeyspelare.
Han tog OS-brons i herrarnas landhockeyturnering i samband med de olympiska landhockeytävlingarna 1996 i Atlanta.